# Coleophora dentiferella
Coleophora dentiferella é uma espécie de mariposa do gênero Coleophora pertencente à família Coleophoridae.